# Charles L. Dasher
Charles Lanier Dasher (* 11. Juli 1900 in Savannah, Georgia; † 31. Oktober 1968 in Bethesda, Maryland) war ein Generalmajor der United States Army. Er war unter anderem Kommandeur der 24. Infanteriedivision und des amerikanischen Sektors von Berlin.
In den Jahren 1920 bis 1924 besuchte Charles Dasher die United States Military Academy in West Point. Nach seiner Graduation wurde er als Leutnant der Feldartillerie zugeteilt. In der Armee durchlief er anschließend alle Offiziersränge vom Leutnant bis zum Zwei-Sterne-General. In den 1920er und 1930er Jahren versah er den für Offiziere in den entsprechenden Rangstufen üblichen Dienst in verschiedenen Einheiten und Standorten. Dazu gehörten auch Aufgaben als Stabsoffizier in verschiedenen Hauptquartieren. Im Jahr 1940 schloss er ein Studium am Command and General Staff College in Fort Leavenworth in Kansas ab.
Danach war er von 1940 bis 1943 Dozent an der Field Artillery School. In diese Zeit fiel der Eintritt der Vereinigten Staaten in den Zweiten Weltkrieg. Zwischen August und Dezember 1943 gehörte er dem Stab des III. Corps an, das damals noch nicht am Kriegsgeschehen beteiligt war. Stattdessen wurde es in den Vereinigten Staaten auf einen künftigen Kriegseinsatz vorbereitet. Daran schloss sich eine Versetzung zum Stab der Artillerie des XIX. Korps an, dem er bis zum Juli 1944 angehörte.
Anschließend erhielt Dasher das Kommando über die 32. Brigade der Feldartillerie, das er zwischen Juli 1944 und Januar 1945 innehatte. Danach kommandierte er bis zum Juli 1945 die Artillerie der 75. Infanteriedivision. Diese war seit Dezember 1944 aktiv am Kriegsgeschehen an der deutschen Westfront beteiligt. Sie nahm auch an der Abwehr der deutschen Ardennenoffensive teil. Im weiteren Verlauf drang die Division nach Deutschland vor und gehörte für einige Zeit zu den dortigen Besatzungstruppen, ehe sie in die USA zurückverlegt und deaktiviert wurde.
Zwischen Juli und November 1945 kommandierte Charles Dasher die Artillerie des XVIII. Luftlandecorps, das in jener Zeit aus Europa abgezogen und in die Vereinigten Staaten verlegt wurde, wo es dann für einige Jahre aufgelöst wurde. Dasher war dann zwischen Dezember 1945 und April 1947 Stabsoffizier bei den amerikanischen Bodentruppen im Mittelmeerraum und Kommandeur der amerikanischen Garnison um die italienische Hauptstadt Rom. Dann besuchte er bis Oktober des gleichen Jahres die Strategic Intelligence School.
Daran schloss sich eine Versetzung zur amerikanischen Botschaft in Spanien an. In Madrid war er von November 1947 bis zum Jahr 1950 als Militärattaché tätig. Nach einer Zeit als Stabsoffizier bei der 8. Infanteriedivision wurde Dasher im Koreakrieg eingesetzt. Dort war er zunächst Stabsoffizier bei der 3. Infanteriedivision, die in mehrere Gefechte verwickelt war. Zwischen November 1952 und Oktober 1953 kommandierte er die 24. Infanteriedivision. Diese war zwischenzeitlich in Japan stationiert und der Fernost-Reserve zugeteilt. Nach dem Waffenstillstand vom Juli 1953 wurde die Division im Wechsel mit anderen Verbänden zur Sicherung der demilitarisierten Zone in Korea eingesetzt. Die folgenden zwei Jahre bis 1955 war Dasher stellvertretender Kommandeur der 5. Armee in Chicago.
Nach dem Ende seiner Mission bei der 5. Armee wurde er nach Deutschland versetzt. Zwischen dem 10. September 1955 und dem 3. Juni 1957 war er dort Kommandant des Amerikanischen Sektors von Berlin. In der Folge wurde er Stabschef und stellvertretender Kommandeur der United States Army Europe. Seine letzte Aufgabe führte ihn nach Panama, wo er bis 1960 das damalige Caribbean Command befehligte. Anschließend schied er aus dem aktiven Militärdienst aus.
Charles Dasher starb am 31. Oktober 1968 und wurde auf dem Nationalfriedhof Arlington beigesetzt.

## Orden und Auszeichnungen
Charles Dasher erhielt im Lauf seiner militärischen Laufbahn unter anderem folgende Auszeichnungen:
- Army Distinguished Service Medal
- Legion of Merit
- Bronze Star Medal
- Army Commendation Medal
- Purple Heart
- Army of Occupation Medal
- Korean Service Medal
- United Nations Service Medal for Korea (UNO)
- Kriegskreuz (Frankreich)
- Orden der Ehrenlegion